# Кут (остров)
Кут (Ко Кут, Ко Куд, англ. Ko Kud или англ. Koh Kood, тайск. เกาะกูด) — остров в Сиамском заливе недалеко от Камбоджи, административно относится к провинции Трат. Вместе с расположенным севернее островом Мак и некоторыми необитаемыми островками составляет ампхе Кокут, здесь самая низкая плотность населения в стране.
Население — 1715 человек (2007) в шести деревнях, площадь 131 км².
Остров является частью морского национального парка Му Ко Чанг.